# Jelena Belevska
Jelena Vasiljevna Belevska (belorusko Алена Васілеўна Бялеўская), beloruska atletinja, * 11. oktober 1963, Jevpatorija, Sovjetska zveza.
Nastopila je na poletnih olimpijskih igrah leta 1988, kjer je osvojila četrto mesto v skoku v daljino. V isti disciplini je osvojila bronasti medalji na svetovnem prvenstvu leta 1987 in evropskem dvoranskem prvenstvu istega leta. 